# Dovje
Dovje este o localitate din comuna Kranjska Gora, Slovenia, cu o populație de 609 locuitori.